# Craig Whittaker
Craig Whittaker, né le 30 août 1962 à Radcliffe) est un homme politique du Parti conservateur britannique. Il est député de Calder Valley de 2010 à 2024.
Whittaker est Whip en chef adjoint aux communes et Trésorier de la Cour royale du 8 septembre 2022 au 5 juillet 2024.

## Jeunesse et carrière
Né en 1962 à Radcliffe, Lancashire, Whittaker émigre en Australie à l'âge de cinq ans avec ses parents. En 1984, il revient en Angleterre et s'installe dans le Yorkshire. Il est directeur général de la vente au détail pour un détaillant après avoir quitté le lycée en Australie, après avoir obtenu son certificat d'études supérieures. Il est directeur de succursale chez Wilkinson pendant six ans, puis est le directeur général de la vente au détail pour PC World pendant onze ans jusqu'en 2009. Pendant son séjour à Heptonstall, un village de l'arrondissement, il siège au conseil paroissial de 1998 à 2003.
En 2003, Whittaker est élu au Conseil de Calderdale pour le quartier Brighouse, gagnant le siège sur le Parti travailliste. Il quitte le Conseil aux élections locales de 2004. En 2007, il est de nouveau élu au conseil de Calderdale, cette fois pour le quartier voisin de Rastrick, obtenant 1 336 voix pour les conservateurs et augmentant la majorité du parti. Pendant cette période, Whittaker est membre du cabinet pour les enfants et les jeunes. Whittaker est un ancien président des conservateurs de Calder Valley et un ancien agent du Parti conservateur qui a géré l'échec de la campagne électorale générale de 2005 de Liz Truss, alors candidate parlementaire conservatrice pour Calder Valley.

## Carrière parlementaire
Whittaker est choisi pour être le candidat du Parti conservateur pour Calder Valley en mars 2007. Lors des élections générales de mai 2010, il est élu député, étant le premier conservateur à représenter le siège depuis les élections générales de 1997, obtenant une augmentation de 3,6% du vote conservateur et obtenant 20 397 voix.
Whittaker siège au Comité spécial de l'éducation au Parlement de 2010 à 2015. Il met en place une organisation caritative, Ensemble prenons soin des enfants, pour soutenir les enfants pris en charge à Calderdale, dont il parle dans son discours inaugural au Parlement en 2010,. Au cours de son mandat au sein du comité, il s'est exprimé à l'occasion contre le gouvernement et a critiqué la politique de transfert de la responsabilité des conseils d'orientation professionnelle aux écoles. Il est également président du groupe parlementaire pour les enfants .
En mai 2012, il s'oppose à la légalisation du mariage homosexuel au motif que cela pourrait conduire à des gouvernements successifs de soutenir la polygamie ou les «mariages à trois».
À la suite de sa réélection en 2015, il est nommé secrétaire privé parlementaire (SPP) du ministre de l'Immigration, le député James Brokenshire. Il est ensuite nommé PPS auprès de la secrétaire d'État à la Culture, aux Médias et aux Sports, Karen Bradley. Il est nommé whip adjoint en juin 2017 à la suite de l'élection générale.
Whittaker est l'un des 79 députés conservateurs qui ont soutenu une motion rebelle de 2011 appelant à un référendum sur l'UE,. Il rejoint également un amendement rebelle de 2013 exprimant son regret de ne pas avoir inclus le référendum dans les plans du gouvernement. Whittaker soutient par la suite les plans du gouvernement d'organiser un référendum, et soutient Remain lors du référendum d'adhésion à l'UE de 2016. À la suite du référendum, il déclare qu'il soutient le résultat et la position du gouvernement sur le déclenchement de l'article 50.

## Vie privée
Whittaker est membre de l'Église de Jésus-Christ des saints des derniers jours et vit avec sa femme, la femme d'affaires Elaine Wilkinson, à Rastrick. Le couple se marie dans la chapelle de St Mary Undercroft au palais de Westminster en août 2011. Sa fille Sophie est conseillère conservatrice du quartier Rastrick du conseil de Calderdale.